# Rocco Sinisgalli
Rocco Sinisgalli (Gallicchio, 1947) è uno scrittore, storico dell'arte e teorico dell'architettura italiano.

## Biografia
Dopo la maturità classica ha ottenuto la laurea in architettura nel 1973 all'Università La Sapienza di Roma. Insegna e conduce le sue ricerche presso la Facoltà di Architettura Valle Giulia, Università di Roma La Sapienza. È stato coordinatore nazionale di una ricerca fra le università di Roma, Trieste e Genova e direttore di un programma di ricerca bilaterale con la Francia (Centre National de la Recherche Scientifique, Paris - Consiglio Nazionale delle Ricerche, Roma). 
Responsabile scientifico per la parte italiana, ha organizzato in Francia il Congresso internazionale “Desargues et son temps, Paris - Lyon, 25-30 novembre 1991”. 
Ha scritto 23 libri ed è conosciuto a livello internazionale per opere su Tolomeo, Giordano, Commandino, Guidobaldo, Stevin, Borromini, Maurolico, Leonardo, Leon Battista Alberti, che tendono alla sistemazione storica della rappresentazione nell'arte e nell'architettura.
Nel 1986 è stato responsabile della “Sezione Spazio” alla Biennale di Venezia “Arte e Scienza”. Membro di commissione per gli esami di dottorato in Francia, ha svolto a Parigi ricerche presso il Centre A. Koyré (Conseil National de la Recherche Scientifique Française). Relatore a convegni nazionali e internazionali, in missione scientifica in numerose occasioni, ha tenuto conferenze in Italia e all'estero, ricevendo premi e sovvenzioni per le sue opere.
Presso l'Istituto Svizzero di Roma ha ideato e coordinato "I lunedì della prospettiva", conferenze ad invito, con i più illustri studiosi internazionali di storia della prospettiva. Per pubblicare i suoi lavori e per offrire ad altri la stessa possibilità, ha fondato le collane "Domus Perspectivae", "Perspicere" e "Studies in renaissance art and culture". 
Rocco Sinisgalli è uno storico della Prospettiva vista come arte, come scienza e come tecnica. Nominato Accademico Raffaello Sanzio in Urbino, ha fondato nella medesima città il “Centro Internazionale di Studi: Urbino e la prospettiva”.

### Fellow
- 1975: Paris, Centre Alexandre Koyré;
- 1984: Paris, Centre Alexandre Koyré;
- 1988: Washington D.C., National Gallery of Art (CASVA);
- 1988: Los Angeles, Getty Center (studioso in visita);
- 1991: Los Angeles, Getty Center (studioso in visita);
- 1992: Washington D.C., National Gallery of Art (CASVA);
- 2006: Williamstown (Massachusetts), Clark Art Institute;
- 2007: Brussels, Royal Flemisch Academy of Belgium for Science and the Arts (VLAC).

### Riconoscimenti
- 2003: Accademico Raffaello Sanzio (Urbino)
- 2005: Presidente Onorario - Centro di Studi Internazionali “Urbino e la prospettiva”
- 2007: Presidente del Centro Internazionale di Studi “Ut Pictura Poesis” (Quinto Orazio Flacco)

## Scritti principali
- (EN)  A history of the perspective scene from the Renaissance to the Baroque, Firenze, 2000.
- (EN)  A voyage into baroque spectacle. The Gallery in the Palazzo Spada, Roma, 2001.
- (EN)  The New De Pictura of Leon Battista Alberti, Roma, 2006.
- (EN)  The Vitruvian Man of Leonardo, Firenze, 2006.
- (EN)  Leonardo and the Divine Proportion, Firenze, 2007.
- (EN)  Leon Battista Alberti. On painting. A New Translation and Critical Edition, New York, Cambridge University Press, 2011.
- (EN)  Perspective in the Visual Culture of Classical Antiquity, New York, Cambridge University Press, 2012.